# Marion Donovan
Pour les articles homonymes, voir Donovan.
Marion Donovan, née Marion O'Brien le 15 octobre 1917 à Fort Wayne (Indiana) et morte le 4 novembre 1998 à New York, est une inventrice et une entrepreneure américaine. Elle est connue pour avoir inventé la première couche-culotte imperméable, ce qui lui vaut d'être nommée au National Inventors Hall of Fame en 2015.

## Biographie
Son père et son oncle, tous deux inventeurs, ont une usine de fabrication. Marion Donovan y passe son enfance.
Après la Seconde Guerre mondiale, Marion Donovan s'occupe de ses deux enfants. La majeure partie de ses tâches consiste à changer et laver les couches en tissu, les vêtements et les draps souillés de ses enfants. Elle décide de confectionner un couvre-couche avec un rideau de douche pour garder le bébé au sec. Son invention, qu'elle nomme Boater, ne provoque pas d'érythème fessier et ne pince pas la peau de l'enfant. Elle obtient un brevet en 1951. Elle commencé à vendre la couche imperméable à Saks Fifth Avenue, magasin situé sur la Cinquième Avenue à New York. Deux ans plus tard, elle vend son brevet sa société pour un million de dollars à la société Keko. Elle améliore son invention pour en faire une couche faite de papier absorbant et entièrement jetable. Aucun fabricant ne retient son invention. Pourtant, dix ans plus tard, en 1961, Victor Mills reprend le procédé.
Marion Donovan obtient 20 brevets pour des inventions diverses. Elle étudie l'architecture à l'université Yale en 1958. 